# 中期朝鮮語
中期朝鮮語（ちゅうきちょうせんご）は、朝鮮語の時代区分において、おおよそ15世紀中葉から16世紀末までの朝鮮語を指す。ハングルが開発されて朝鮮語の全体像を詳しく研究できるようになった時期であり、またそれ以前の古代朝鮮語やそれ以降の近世朝鮮語を研究する上でも不可欠であるので、中期朝鮮語は朝鮮語史において重要である。

## 朝鮮語の時代区分
朝鮮語の時代区分についてはいくつかの見解があるが、日本においては河野六郎による以下の区分が広く用いられている。
- 古代朝鮮語：諺文（ハングル）創製（1443年）以前
- 中期朝鮮語：諺文創製（1443年）から壬辰の乱（文禄の役、1592年）まで
- 近世朝鮮語：壬辰の乱（1592年）以降

また、韓国においては李基文による以下の区分が一般的である。
- 古代国語：高麗建国（10世紀前半）以前
- 前期中世国語：高麗時代（10世紀前半 - 14世紀末）
- 後期中世国語：朝鮮王朝建国（14世紀末）から壬辰倭乱（16世紀末）まで
- 近代国語：壬辰倭乱（17世紀初頭）から開化期（19世紀末）まで
- 現代国語：開化期（20世紀初頭）以降

なお、韓国においては近年「近代国語」の研究が進むにつれてこれを細分化する傾向にあり、18世紀中葉を境にして「前期近代国語」と「後期近代国語」に分けることがしばしば行われる。
河野六郎の「中期朝鮮語」と李基文の「後期中世国語」の時代区分はほぼ一致しているが、河野は訓民正音（諺文）創製をもって中期朝鮮語の始めとしている。これは訓民正音の創製によって初めて朝鮮語が明示的に示されたことを受けている。

## 音韻

### 子音
中期朝鮮語の子音体系は、おおよそ以下のようなものであったと考えられる（以下の表では、ハングル、福井玲方式によるハングルの翻字、音声記号の順に示す）。
|              | 牙音       | 舌音       | 唇音       | 歯音       | 歯音       | 喉音       |
| ------------ | ---------- | ---------- | ---------- | ---------- | ---------- | ---------- |
| 平音         | ㄱ g [k]   | ㄷ d [t]   | ㅂ b [p]   | ㅅ s [s]   | ㅈ j [ʦ]   | ㆆ x [ʔ]   |
| 激音         | ㅋ k [kʰ]  | ㅌ t [tʰ]  | ㅍ p [pʰ]  |            | ㅊ c [ʦʰ]  | ㅎ h [h]   |
| 濃音         | ㄲ gg [kʼ] | ㄸ dd [tʼ] | ㅃ bb [pʼ] | ㅆ ss [sʼ] | ㅉ jj [ʦʼ] | ㆅ hh [hʼ] |
| 鼻音         | ㆁ q [ŋ]   | ㄴ n [n]   | ㅁ m [m]   |            |            |            |
| 流音・摩擦音 |            | ㄹ r [ɾ/l] | ㅸ v [β]   | ㅿ z [z]   |            | ㅇ ' [ɦ]   |

中期朝鮮語の子音の特徴を挙げると、以下の通りである。
- 歯音ㅅㅆは、現代朝鮮語では母音[i]および半母音[j]の直前で口蓋音化しそれぞれ[ɕ][ɕʼ]となるが、中期朝鮮語では口蓋音化せず[s][sʼ]を維持していたと考えられる。
- 歯音ㅈㅊㅉは現代朝鮮語では歯茎硬口蓋破擦音[ʨ][ʨʰ][ʨʼ]であるが、中期朝鮮語では歯茎破擦音[ʦ][ʦʰ][ʦʼ]であったと考えられる。従って、中期朝鮮語では저と져などが互いに異なる音であった。
- 摩擦音ㅸㅿㅇは語中の有声音間にのみ現れる。
- 濃音ㄲㄸㅃㅆㅉは中期朝鮮語では極めて限られた環境にのみ現れる。文字としてㄲㄸㅃㅆㅉが書かれるのは、多くの場合-ㄹ連体形の直後における平音の濃音化の場合に限られる。
- 濃音ㆅは hhie-（引く）およびそれを含む合成語にのみ現れる。この音の音価については、[ç]とする見解があるなど、なお検討の余地がある。
- ㆆは特殊な表記の場合を除いて単独で現れることがなく、終声において常にㄹを伴いㅭの形で現れる。ㆆは独立した音素ではなく、次にくる平音が濃音化することを表したものと思われる。
- 語中においてㆀ " が現れる場合がある。これはiで終わる用言語幹に態転換接尾辞-'i-が接続する際に現れる。例：goi-（愛する）―goi"i-（愛される）。一説にㆀは[jj]のような狭窄した音と表したとされるが、同音異義語を視覚的に識別するために態転換接尾辞の付いた形をあえてㆀで表したとも考えられる。

#### 複合子音
中期朝鮮語では、音節初頭に複合子音が立ちえた。複合子音はㅅ系複合子音ㅺㅻㅼㅽとㅂ系複合子音ㅳㅄㅶㅷㅴㅵの2系列がある。ただし、これらのうちㅻを除くㅅ系複合子音と、ㅂ系複合子音のうちㅴㅵの2つについては、ㅅが表記通りに[s]を表したとする説と、ㅅが濃音を表したとする説があり、いまだ決着していない。

#### 終声
中期朝鮮語において終声に立ちうる子音はㄱㆁㄷㄴㄹㅂㅁㅅの8つである。現代朝鮮語とは異なり、ㅅが終声として独自の音価を有していたのが特徴である。ただし、この終声ㅅの音価については、ㅅが表記通りに[s]を表したとする説と、濃音に類する音であったとする説があり、いまだ決着していない。前述の8つ以外の子音（激音など）も、一部の資料では字母として表記されたことはあったが、終声ㅋㅌㅍがそれぞれㄱㄷㅂに中和されていたのは現代語と同様だったのに対し、終声ㅈㅊㅿはㅅに中和されていた。またㅸが実際の資料で終声字母として表記されていた例はなかったが、終声ㅂでもし現代のような形態音素論的表記をした場合には終声ㅸで表記されると考えられる例はあった。

### 母音
中期朝鮮語の母音体系は、おおよそ以下のようなものであったと考えられる。
| 陽母音 | ㅏ a [a] | ㅗ o [o] | ㆍ @ [ʌ] | ㅣ i [i] |
| 陰母音 | ㅓ e [ə] | ㅜ u [u] | ㅡ y [ɯ] | ㅣ i [i] |

母音は陽母音と陰母音の母音調和の対立があり、体言および用言の語形変化の際に母音が交替した。ㅣは中性母音である。

#### 二重母音
中期朝鮮語には、現代朝鮮語にも存在する上昇二重母音ㅑia[ja]、ㅕie[jə]、ㅛio[jo]、ㅠiu[ju]以外に、下降二重母音があった。ㅐai、ㅔeiは現代朝鮮語ではそれぞれ単母音[ɛ][e]であるが、中期朝鮮語においてはその文字の構成（ㅐはㅏ＋ㅣ、ㅔはㅓ＋ㅣ）通りに[ai]、[əi]と発音されたと見られる。同様にして、ㅚoi[oi]、ㅟui[ui]、ㆎ@i[ʌi]、ㅢyi[ɯi]が存在した。また、三重母音ㅒiai[jai]、ㅖiei[jəi]、ㆉioi[joi]、ㆌiui[jui]もあった。

### アクセント（声調）
中期朝鮮語は日本語に類する高低アクセントの体系を有しており、音の高低によって単語の意味を区別しえた。アクセント核は昇り核であり、アクセント核以前のモーラは音韻論的に低調、アクセント核以降のモーラは音韻論的に高調である。ただし、高調モーラが3つ以上続く場合には、音声的には一定のパターンで低調モーラが現れる（一般に去声不連三や律動規則と呼ばれる）。
音の高低は文献ではハングルの左に点を附することによって表される。この点を傍点と呼ぶ。傍点がないものは平声と呼ばれ低調を表し、傍点が1つあるものは去声と呼ばれ高調を表す。傍点が2つあるものは上声と呼ばれ低高調を表すが、これは低調モーラと高調モーラの複合である（従って上声は1音節2モーラである）。
中期朝鮮語のアクセントは、音韻学の用語を用い「声調」と呼び習わされてきており、韓国の研究者は一般に中期朝鮮語のアクセントと現代朝鮮語の方言におけるアクセントを「声調」と呼ぶ。しかしながら、中期朝鮮語のアクセントと現代朝鮮語の方言におけるアクセントは、モーラ内部で音の上昇や下降を伴わないので、質的には中国語の声調とは異なる。
なお、訓民正音では終声を不清不濁（ㆁㄴㅁㅇㄹㅿ。このうちㅇは終声に音価がなく母音で終わる音節）とするものを平声・上声・去声とし、終声を全清・次清・全濁（理論上はㄱㅋㄲㄷㅌㄸㅂㅍㅃㅈㅊㅉㅅㅆㆆㅎㆅ）とするものは入声と称していたが、訓民正音でいう入声は傍点を一定せずとし、平声・上声・去声のいずれに似ているかによって傍点を付けるものとしており、本質的には平声・上声・去声のいずれかである。

## 文法

### 曲用

#### 体言語幹の交替
現代朝鮮語の体言の曲用は、体言に語尾（韓国では主に助詞と、北朝鮮では토と称する）が後接することによって表され、中期朝鮮語においても基本的な様相はこれと同一である。ただし、現代朝鮮語の体言語幹は形態が自動的に交替するのに対し、中期朝鮮語では非自動的な交替（変則曲用）も見られ、現代朝鮮語に比べて、より屈折的である。
自動的交替のうち、現代朝鮮語に見られないものは以下の通りである。
- 語幹末にㅎを伴う体言がある。このㅎは独立形では現れないが、語尾が後接すると現れる。例：나라 nara（国）―나라히 narahi（国が）―나라콰 narakoa（＜나라ㅎ narah+과 goa）（国と）
- 語幹末音がㅅ～ㅿと交替するものがある。例：ᄀᆞᆺ g@s（際）～ᄀᆞᅀᅵ g@zi（際が）。

語幹の形態が非自動的に交替する体言は(1)2音節、(2)アクセントがともに平声、(3)語幹末音がㆍ/ㅡ（一部に母音が変化してㅗ/ㅜとなっているものもある）であるという特徴を持つ。この種の体言では、語尾が後接すると語幹末母音ㆍ/ㅡが脱落し、語幹末に子音ㄱ、ㅇ、ㄹが現れる。
- 모/무～ㅁㄱ mo/mu～mg交替：나모 namo（木）―남기 namgi（木が）
- ᅀᆞ/ᅀᅳ～ㅿㅇ z@/zy～z'交替：아ᅀᆞ 'az@（弟）―아ᇫ이 'az'i（弟が）
- ᄅᆞ/르～ㄹㅇ r@/ry～r'交替：ᄀᆞᄅᆞ g@r@（粉）―ᄀᆞᆯ이 g@r'i（粉が）
- ᄅᆞ/르～ㄹㄹ r@/ry～rr交替、ᄒᆞᄅᆞh@r@（一日）―ᄒᆞᆯ리 h@rri（一日が）

#### 曲用語尾
曲用語尾について特徴的なものを以下に挙げる。
- 語尾は母音調和による異形態を持ちうる。例：-ᄅᆞᆯ-～-를- -r@r～-ryr（…を）、-ᄂᆞᆫ-～-는- -n@n～-nyn（…は）
- 主格は-이 -iのみである。가 -gaは16世紀後半から17世紀にかけて現れる。
- 属格は現代朝鮮語の祖形である-ㆎ-～-ᅴ～-ㅣ -@i～-yi～-i以外に-ㅅ -sがある。-ㆎ-～-ᅴ～-ㅣ -@i～-yi～-iは主に有情物に付いて非尊敬を表し、-ㅅ -sは主に無情物に付くか有情物に付いて尊敬を表した。
- 処格は現代朝鮮語の祖形である-ㅐ～-ㅔ～-ㅖ -ai～-ei～-ieiの他に、属格と同形の-ㆎ-～-ᅴ -@i～-yiがある。ただし-ㆎ-～-ᅴ -@i～-yiは一部の単語に限られており生産的ではない。
- 共同格-과～-ᅪ -goa～-oaは現代朝鮮語とは異なり、列挙される最後の単語にも付きえた。なお、ㄹ語幹体言には-와 -'oaが後接するが、これは-과  -goaの頭音ㄱ gが弱化し[ɦ]となったものであると推測される。
- 尊敬の呼格-하 -haがある。

### 活用

#### 用言語幹の交替
中期朝鮮語の活用体系は現代朝鮮語と基本的に同一である。違いは語根と語尾の間に挿入される媒介母音-으-が、中期朝鮮語では母音調和に従い-@-/-y-という異形態を取るくらいである。しかしながら、現代朝鮮語には見られない語幹の非自動的交替（変則活用）が見られる。
自動的交替のうち、現代朝鮮語と異なる点は以下の通りである。
- 現代朝鮮語において非自動的交替であるㅂ変則は、中期朝鮮語においてはㅂ b～ㅸ vという自動的交替である。
- 現代朝鮮語において非自動的交替であるㅅ変則は、中期朝鮮語においてはㅅ s～ㅿ zという自動的交替である。
- ㄹ語幹は尊敬接尾辞-시- -si-が後接するときに、語幹末のㄹが脱落しない。一方、ㄷ dで始まる語尾が後接するときに、語幹末のㄹが脱落する。なお、ㄹ語幹にㄱ gで始まる語尾が後接するときに、語尾の頭音ㄱ gが脱落する。これは語尾の頭音ㄱ gが弱化し[ɦ]となったものであると推測される。

非自動的交替は以下のようなものがある。
- 基本形において語幹が(1)2音節、(2)アクセントがともに平声、(3)語幹末音がㆍ/ㅡである用言は-ㅏ-/--ㅓ- -a-/-e-および-ㅗ-/-ㅜ- -o-/-u-が後接すると語幹末母音ㆍ/ㅡが脱落し、語幹末に子音ㄱ、ㅇ、ㄹが現れる。例：다ᄅᆞ- dar@-（異なる）―다라 dar'a、시므- simy-（植える）―심거 simge、모ᄅᆞ- mor@-（知らない）―몰라 morra
- ᄒᆞ- h@-（する）は-ㅏ- -a-および-ㅗ- -o-が後接するときᄒᆡ- h@i-で現れる。また、-ㅗ- -o-が後接したᄒᆞ요 h@'io-は호- ho-という形でも現れる。例：ᄒᆞ고h@go（して）―ᄒᆞ야h@'ia（し）―ᄒᆞ요ᄃᆡ~호ᄃᆡh@'iod@i～hod@i（するが）。
- 잇-'is-（ある・いる）は、-ᆞ-/-ㅡ--@-/-y-が後接する形において-이시--'isi-で現れる（このとき-ᆞ--@-/-ㅡ--y-は後接しない）。また、-ㅓ--e-および-ㅗ-/-ㅜ-後接するときも同様に이시'isi-で現れる。例：잇고-이시면-이셔-이쇼ᄃᆡ'isgo（あって）―'isimien（あれば）―'isie（あり）―'isiod@i（あるが）。
- 指定詞-이-'i-および아니-'ani-は、-ㅏ--a-および--ㅗ--o-後接するときに-일--'ir-および아닐-'anir-で現れる。例：-아니면 - 아니라 - 아니로ᄃᆡ-'animien（…でなければ）―'anira（…でなく）―'anirod@i（…でないが）。
- d～rの交替（ㄷ変則）がある。これは現代朝鮮語と同様である。

また、語幹に後接する語尾の音韻変化に以下のようなものがある。
- 指定詞-이-'i-および아니-'ani-にㄷdで始まる語尾が後接するときに、語尾の頭音ㄷdがㄹrに交替する。例：-이라'ira（＜*-이다'ida）（…である）。
- 指定詞-이-'i-および아니-'ani-にㄱgで始まる語尾が後接するときに、語尾の頭音ㄱgが脱落する（gが弱化して[ɦ]となったものと推測される）。また、iで終わる母音語幹用言の一部においても同様の現象が見られる。例：-이오'i'o（＜*이고-'igo）（…であり）。

#### 時制・相
中期朝鮮語は現代朝鮮語とは異なり、時制（テンス）・相（アスペクト）（およびムード）が未分化であり、渾然一体とした体系をなしている。これらは時相接尾辞（韓国では先語末語尾、北朝鮮では토と称する）によって表される。なお、時相接尾辞は後述する敬語の諸接尾辞や語尾などと組み合わさり、終止形において複雑な形を作る。
- -n@-：動作をアクチュアルに描写する際に用いられる。一般に動詞とよく結合し、形容詞とは結合しない。現代朝鮮語の終止形-는다/-ㄴ다、連体形-는などに現れる-느-、-ㄴ-といった要素は、この接尾辞が化石化したものである。
- -de-：回想的に過去を描写する際に用いられる。現代朝鮮語の回想法に含まれる-더-は、この接尾辞が化石化したものである。
- -ge-：河野六郎は「強勢を表す接尾辞」としているが、いかなる機能を担っていたのかいまだ明らかでない。概して過去に関する事がらを表すようである。
- -a-/-e-：母音調和による異形態を持つ。接続形（いわゆる「連用形」）としても用いられる形であるが、語尾がさらに後接して接尾辞として用いられる場合には完了を表す。
- -Ø-：時相接尾辞が何も付かない形は、テンス・アスペクト的に中立的な用法であり、アオリスト形と称されることもある。概して動詞の場合には過去を表し、形容詞の場合は現在を表す。

また、完了を表すものとして、接続形-a/-eに動詞'is-が続いた-a/-e 'is-という形がある。この形は融合して-ais-/-eis-としても現れ、さらにiが脱落した-as-/-es-という形でも現れる。「…している」といった意味を表すが、この形は現代朝鮮語の過去形-았-/-었-につながる形である。この変遷は日本語の過去形「タ」が「テアリ」から発達したのと同様である。

#### 敬語
中期朝鮮語の敬語には尊敬・謙譲・丁寧の3種類がある。
- 尊敬は現代朝鮮語と同様に接尾辞-si-によって表される。
- 謙譲は接尾辞-s@v-によって表される。この接尾辞は異形態を持ち、母音語幹・ㄹ語幹用言に付く場合には-z@v-、ㄷ語幹・ㅈ語幹用言に付く場合には-j@v-で現れる。この接尾辞は動詞-s@rv-（申す）から転じて作られたものと推測される。現代朝鮮語の謙譲接尾辞-사옵-の直接の祖形である。しかしながら、この接尾辞は現代朝鮮語に至る過程で徐々に謙譲の意味を失い、終止形の一部を形成することになる。現代朝鮮語の-습니다、-읍시다などに現れる-습-、-읍-といった要素は、その接尾辞が化石化したものである。
- 丁寧は接尾辞-qi-によって表される。この接尾辞は終止形にのみ表れる。-qi-は現代朝鮮語に至る過程で謙譲接尾辞や時相接尾辞と融合し、終止形の一部を形成することになる。例：-s@bn@qida（謙譲-s@v-＋現在-n@-＋丁寧-qi-＋語尾-da）＞ -s@bn@ida ＞ -sybnida 습니다。

#### 疑問
現代朝鮮語の疑問形は-습니까、-는가、-느냐など、形態の末音がaであるが、中期朝鮮語では末音がaであるものとoであるものとがあり、両者は文法的な役割を異としていた。すなわち、a系の疑問形は判断疑問文に用いられ、o系の疑問形は疑問詞疑問文に用いられた。例：h@sin@nga（なさるのか）―'esdiei h@sin@ngo（なぜなさるのか）。a系疑問形とo系疑問形の区別は、現代朝鮮語の東南方言に残っている。

#### いわゆる「意図法」
用言語幹に-o-/-u-が後接した形は、韓国でしばしば「意図法」と称される。主に終止形において1人称主語とともに用いられ、話し手の主観的な意図などを表す形とされる。ただし、連体形においては人称との関係が希薄であり、むしろ修飾用言と被修飾体言の文法的関係の違いによって-o-/-u-が現れるようであり、このようなことを総合すると「意図法」という名称は必ずしも適切ではないと思われる。

#### 態
態の転換は接尾辞-gi-、-hi-、-i-によって表される。これらの接尾辞は現代朝鮮語と同様に、態の転換のみならず自動詞の他動詞化や形容詞の動詞化の際にも用いられる。例：'ormgi-（移す）＜ 'orm-（移る）、japi-（捉えられる）＜ jab-（捉える）、siei-（立てる）＜ sie-（立つ）。また、ㄹ語幹に付く態転換接尾辞に-@-/-y-がある。例：sar@-（生かす）＜ sar-（生きる）。

#### 接続形
接続形（連結形）は現代朝鮮語と同じく非常に多様である。以下に中期朝鮮語に特徴的なものをいくつか例示する。
- -o-/-u-（韓国で「意図法」と称される）を含む形式がある。これらの形に含まれる-o-/-u-は、現代語に至る過程で多くは-으-へ移行する。例：-o/-ud@i（…するに）、-o/-urie（…せんと）。
- -ge-と-a-/-e-の対立を持つ形式がいくつか存在する。これらは未完了・完了の対立であると言われる。例：-genyr～-a/-enyr（…するが、…するので）、-gedyn～-a/-edyn（…したら）。
- 形式名詞を含んだ分析的形式が文法化して語尾化したと見られるものが多く見られる。例：-rss@i（…するので）＜ -r（連体形）＋s@（形式名詞）＋-@i（処格語尾）、-nd@r（…するとは）＜ -n（連体形）＋d@（形式名詞）＋-r（対格語尾）。

#### 連体形
中期朝鮮語の連体形（冠形詞形）は現代朝鮮語と同様にn系とr系の2系列がある。n系・r系ともに「意図法」-o-/-u-を伴いえ、n系連体形はまた時相接尾辞-n@-、-de-、-ge-、-a-/-e-を伴いうる。また、中期朝鮮語の連体形は体言相当語句としても機能することができ、連体形に直接格語尾が付きえた。例：h@sin@ro（したことで）＜ h@sin＋@ro。

#### 動名詞形
名詞形あるいは体言形とも称される動名詞形は-om/-umによって表される。現代朝鮮語と同形の-@m/-ymは用言派生の体言を作り、両者の機能は異なる。また、一部の語彙には-am/-em形も見られるが、これは生産的なものではなく中期朝鮮語の段階ですでに化石化していたものと推測される。例：mudem（墓）＜ mud-（埋める）。現代朝鮮語において生産的な-giは、中期朝鮮語において散見されはするが生産的ではない。

### 造語

#### 合成語
中期朝鮮語の合成語の特徴としては、用言語根に直接他の語根が付く合成語が広く見られることである。例：'or@n@ri-（昇り降りする）＜ 'or@-（登る）＋ n@ri-（降りる）、birmeg-（物乞いする）＜ bir-（乞う）＋ meg-（食う）。中には用言語根に体言語根が付いた例も見られる。例：bsusdor（砥石）＜ bsuc-（擦る）＋ dor（石）。

#### 造語接尾辞
造語に関与する接尾辞には、以下のようなものがある。
- -i：用言から副詞を派生する。例：nopi（高く）＜ nop-（高い）。
- -@i/-yi：形容詞から名詞を派生する。例：nop@i（高さ）＜ nop-（高い）。
- -b@-/-by-：動詞から形容詞を派生する。例：gisby-（嬉しい）＜ gisg-（喜ぶ）。
- -gav-/-gev-：動詞から形容詞を派生する。例：masgav-（相応しい）＜ maj-（合う）。
- -d@v-～-r@v-：体言から形容詞を派生する。例：疑心d@v-（疑わしい）＜ 疑心（疑い）。

## 文献資料
訓民正音の創製後、ハングルによる書籍が盛んに刊行された。主なジャンルと代表的な文献は以下の通りである。
- 仏典：『釈譜詳節』（1447年）、『月印釈譜』（1459年）、『楞厳経諺解』(1462年)、『法華経諺解』(1463年)など。刊経都監から多くの仏典が朝鮮語訳された。『釈譜詳節』は諺解に拠らない散文体であり、また銅活字により印刷されており、文学的・書誌学的にも資料価値が高い。
- 詩歌：『竜飛御天歌』(1447年)、『月印千江之曲』(1447年)、『分類杜工部詩諺解』(1481年)など。『竜飛御天歌』と『月印千江之曲』は現代の正書法に似た形態主義的な表記法を一部に採用しており興味深い。
- 民衆教化書：『三綱行実図諺解』（1481年頃）など。この書籍は李氏朝鮮の儒教擁護政策とあいまって、李朝を通してたびたび重刊本が刊行されており、中期朝鮮語から近世朝鮮語にかけての言語的変遷を見る上で重要な資料である。